# Gouvernement Meloni
République italienne
Draghi 
Le gouvernement Meloni (en italien : Governo Meloni) est le 68e gouvernement de la République italienne depuis le 22 octobre 2022, sous la XIXe législature du Parlement républicain.

## Historique
Ce gouvernement est dirigé par la nouvelle présidente du Conseil des ministres post-fasciste Giorgia Meloni, anciennement ministre pour la Jeunesse. Il est constitué et soutenu par une coalition entre Frères d'Italie (FdI), la Ligue (Lega) et Forza Italia (FI). Ensemble, ces partis disposent de 237 députés sur 400, soit 59,3 % des sièges de la Chambre des députés, et de 115 sénateurs sur 206, soit 55,8 % des sièges du Sénat de la République.
Le gouvernement est formé à la suite des élections parlementaires anticipées du 25 septembre 2022.
Il succède au gouvernement de large entente du technocrate Mario Draghi, constitué et soutenu par la plupart des forces politiques, dont la Ligue et Forza Italia, mais pas Frères d'Italie.

### Formation
Après que le Mouvement 5 étoiles, la Ligue et Forza Italia lui ont retiré leur soutien, Mario Draghi remet sa démission au président de la République, Sergio Mattarella, le 21 juillet 2022, et se voit charger de la gestion des affaires courantes. Le chef de l'État prononce, quelques heures plus tard, la dissolution du Parlement et convoque des élections anticipées pour le 25 septembre suivant.
Le scrutin voit la victoire de la coalition de centre droit réunissant Frères d'Italie, la Ligue et Forza Italia, qui remporte la majorité absolue des sièges dans les deux chambres. La présidente de FdI, Giorgia Meloni, est alors pressentie comme future présidente du Conseil des ministres, ce qui ferait d'elle la première femme à occuper ce poste. Elle est qualifiée de « première (future) dirigeante d'extrême-droite en Italie après Mussolini » et son parti de « post-fasciste » par les médias internationaux,,.
La formation du gouvernement est précédée d'un épisode de tension entre Meloni et Berlusconi remarquées à l'international, dans le contexte de l'invasion de l'Ukraine par la Russie. Le 19 octobre, la fuite de deux enregistrements audio révèle que Silvio Berlusconi, président de Forza Italia, s'est vanté devant ses parlementaires d'avoir « renoué » avec Vladimir Poutine à l'occasion de son anniversaire, avant de se lancer dans un réquisitoire contre l'Ukraine et son président, Volodymyr Zelensky, qu'il accuse d'être responsable du conflit,. Ces propos provoquent une vague d'indignation dans la presse italienne, et force la direction de Forza Italia à émettre un communiqué dans lequel le parti réaffirme sa position atlantiste. L'évènement gêne particulièrement la coalition de centre droit, et conduit Giorgia Meloni à recadrer sévèrement son allié en déclarant son intention de conduire un gouvernement « résolument pro-occidental, favorable à l'OTAN, et prenant toute sa part au sein de l'Europe » avant de souligner que « ceux qui ne partageraient pas ce point de vue ne pourront pas faire partie du gouvernement »,,.
Le 21 octobre 2022, Giorgia Meloni est chargée de former un gouvernement par le président de la République, Sergio Mattarella. Elle annonce la composition de son futur gouvernement dans la foulée. Elle prête serment et entre en fonction, avec l'ensemble de ses ministres, le lendemain, au palais du Quirinal, devenant la première femme à prendre la direction du gouvernement italien ; elle présente son programme de gouvernement le lendemain. 

### Appui parlementaire
Conformément à la Constitution, le gouvernement doit solliciter la confiance du Parlement. Des votes se tiennent alors dans les deux chambres, le 25 octobre à la Chambre des députés et le lendemain au Sénat de la République.
Le nouveau gouvernement obtient la confiance de la Chambre des députés par 235 voix pour, 154 contre et 5 abstentions, puis la confiance du Sénat par 115 voix pour, 79 contre et cinq abstentions.
| Position   | Groupe | Groupe | Groupe | Groupe   | Groupe  | Groupe    | Groupe | Groupe | Groupe | Total |
| Position   | M5S    | AVS    | PD-IDP | Az-IV-RE | NM-MAIE | FI-BP-PPE | L-SP   | FdI    | Mixte  | Total |
| ---------- | ------ | ------ | ------ | -------- | ------- | --------- | ------ | ------ | ------ | ----- |
| Position   |        |        |        |          |         |           |        |        | Mixte  | Total |
| POUR       | 0      | 0      | 0      | 0        | 9       | 42        | 65     | 118    | 1      | 235   |
| CONTRE     | 51     | 12     | 67     | 21       | 0       | 0         | 0      | 0      | 3      | 154   |
| ABSTENTION | 0      | 0      | 0      | 0        | 0       | 0         | 0      | 0      | 5      | 5     |
| NON-VOTANT | 1      | 0      | 2      | 0        | 0       | 2         | 1      | 0      | 0      | 6     |
| Total      | 52     | 12     | 69     | 21       | 9       | 44        | 66     | 118    | 9      | 400   |

| Position   | Groupe | Groupe | Groupe | Groupe   | Groupe      | Groupe    | Groupe | Groupe | Groupe | Groupe | Total |
| Position   | M5S    | PD-IDP | AUT    | Az-IV-RE | CdI-NM-MAIE | FI-BP-PPE | L-SP   | FdI    | Mixte  | NI     | Total |
| ---------- | ------ | ------ | ------ | -------- | ----------- | --------- | ------ | ------ | ------ | ------ | ----- |
| Position   |        |        |        |          |             |           |        |        | Mixte  | NI     | Total |
| POUR       |        |        |        |          |             |           |        |        |        |        | 115   |
| CONTRE     |        |        |        |          |             |           |        |        |        |        | 79    |
| ABSTENTION |        |        |        |          |             |           |        |        |        |        | 5     |
| NON-VOTANT |        |        |        |          |             |           |        |        |        |        | 7     |
| Total      | 28     | 38     | 7      | 9        | 6           | 18        | 29     | 63     | 7      | 1      | 206   |

## Composition
| Ministres                                                                                 | Ministres                                  | Ministres            | Ministres                                                                                    | Ministres | Secrétaires d'État                                        | Secrétaires d'État | Secrétaires d'État                    | Secrétaires d'État |
| Poste                                                                                     | Titulaire                                  | Titulaire            | Titulaire                                                                                    | Parti     | Affectation                                               | Nom                | Nom                                   | Parti              |
| ----------------------------------------------------------------------------------------- | ------------------------------------------ | -------------------- | -------------------------------------------------------------------------------------------- | --------- | --------------------------------------------------------- | ------------------ | ------------------------------------- | ------------------ |
| Présidente du Conseil des ministres                                                       |                                            |                      | Giorgia Meloni                                                                               | FdI       | Présidence du Conseil Secrétaire du Conseil des ministres |                    | Alfredo Mantovano                     | Sans               |
| Présidente du Conseil des ministres                                                       | Mise en œuvre du programme de gouvernement |                      | Giorgia Meloni                                                                               | FdI       | Giovanbattista Fazzolari                                  | FdI                |                                       |                    |
| Présidente du Conseil des ministres                                                       | Innovation                                 |                      | Giorgia Meloni                                                                               | FdI       | Alessio Butti                                             | FdI                |                                       |                    |
| Présidente du Conseil des ministres                                                       | Édition                                    |                      | Giorgia Meloni                                                                               | FdI       | Alberto Barachini                                         | FI                 |                                       |                    |
| Présidente du Conseil des ministres                                                       | Politiques économiques                     |                      | Giorgia Meloni                                                                               | FdI       | Alessandro Morelli                                        | Lega               |                                       |                    |
| Vice-président du Conseil des ministres Affaires étrangères et Coopération internationale |                                            |                      | Antonio Tajani                                                                               | FI        | Vice-ministre                                             |                    | Edmondo Cirielli                      | FdI                |
| Vice-président du Conseil des ministres Affaires étrangères et Coopération internationale | Sans affectation                           |                      | Antonio Tajani                                                                               | FI        | Giorgio Silli                                             | IaC                |                                       |                    |
| Vice-président du Conseil des ministres Affaires étrangères et Coopération internationale | Sans affectation                           |                      | Antonio Tajani                                                                               | FI        | Maria Tripodi                                             | FI                 |                                       |                    |
| Vice-président du Conseil des ministres Infrastructures et Mobilité durable               |                                            |                      | Matteo Salvini                                                                               | Lega      | Vice-ministre                                             |                    | Edoardo Rixi                          | Lega               |
| Vice-président du Conseil des ministres Infrastructures et Mobilité durable               |                                            | Galeazzo Bignami     | Matteo Salvini                                                                               | Lega      | Vice-ministre                                             | FdI                |                                       |                    |
| Vice-président du Conseil des ministres Infrastructures et Mobilité durable               | Sans affectation                           |                      | Matteo Salvini                                                                               | Lega      | Tullio Ferrante                                           | FI                 |                                       |                    |
| Ministres sans portefeuille                                                               |                                            |                      |                                                                                              |           |                                                           |                    |                                       |                    |
| Relations avec le Parlement                                                               |                                            |                      | Luca Ciriani                                                                                 | FdI       | Sans affectation                                          |                    | Matilde Siracusano                    | FI                 |
| Relations avec le Parlement                                                               |                                            | Giuseppina Castiello | Luca Ciriani                                                                                 | FdI       | Sans affectation                                          | Lega               |                                       |                    |
| Administration publique                                                                   |                                            |                      | Paolo Zangrillo                                                                              | FI        | Pas de titulaire                                          | Pas de titulaire   | Pas de titulaire                      | Pas de titulaire   |
| Affaires régionales et Autonomies                                                         |                                            |                      | Roberto Calderoli                                                                            | Lega      | Pas de titulaire                                          | Pas de titulaire   | Pas de titulaire                      | Pas de titulaire   |
| Sud et Politiques de la mer                                                               |                                            |                      | Nello Musumeci                                                                               | FdI       | Pas de titulaire                                          | Pas de titulaire   | Pas de titulaire                      | Pas de titulaire   |
| Politiques européennes, Cohésion et Plan de relance                                       |                                            |                      | Raffaele Fitto                                                                               | FdI       | Pas de titulaire                                          | Pas de titulaire   | Pas de titulaire                      | Pas de titulaire   |
| Politiques de la jeunesse et Sports                                                       |                                            |                      | Andrea Abodi                                                                                 | Sans      | Pas de titulaire                                          | Pas de titulaire   | Pas de titulaire                      | Pas de titulaire   |
| Famille, Natalité et Égalité des chances                                                  |                                            |                      | Eugenia Roccella                                                                             | FdI       | Pas de titulaire                                          | Pas de titulaire   | Pas de titulaire                      | Pas de titulaire   |
| Handicap                                                                                  |                                            |                      | Alessandra Locatelli                                                                         | Lega      | Pas de titulaire                                          | Pas de titulaire   | Pas de titulaire                      | Pas de titulaire   |
| Réformes institutionnelles                                                                |                                            |                      | Elisabetta Casellati                                                                         | FI        | Pas de titulaire                                          | Pas de titulaire   | Pas de titulaire                      | Pas de titulaire   |
| Ministres                                                                                 |                                            |                      |                                                                                              |           |                                                           |                    |                                       |                    |
| Intérieur                                                                                 |                                            |                      | Matteo Piantedosi                                                                            | Sans      | Sans affectation                                          |                    | Nicola Moltenni                       | Lega               |
| Intérieur                                                                                 |                                            | Emanuele Prisco      | Matteo Piantedosi                                                                            | Sans      | Sans affectation                                          | FdI                |                                       |                    |
| Intérieur                                                                                 |                                            | Wanda Ferro          | Matteo Piantedosi                                                                            | Sans      | Sans affectation                                          | FdI                |                                       |                    |
| Justice                                                                                   |                                            |                      | Carlo Nordio                                                                                 | FdI       | Vice-ministre                                             |                    | Francesco Paolo Sisto                 | FI                 |
| Justice                                                                                   | Sans affectation                           |                      | Carlo Nordio                                                                                 | FdI       | Andrea Delmastro Delle Vedove                             | FdI                |                                       |                    |
| Justice                                                                                   | Sans affectation                           |                      | Carlo Nordio                                                                                 | FdI       | Andrea Ostellari                                          | Lega               |                                       |                    |
| Défense                                                                                   |                                            |                      | Guido Crosetto                                                                               | FdI       | Sans affectation                                          |                    | Isabella Rauti                        | FdI                |
| Défense                                                                                   |                                            | Matteo Perego        | Guido Crosetto                                                                               | FdI       | Sans affectation                                          | FI                 |                                       |                    |
| Économie et Finances                                                                      |                                            |                      | Giancarlo Giorgetti                                                                          | Lega      | Vice-ministre                                             |                    | Maurizio Leo                          | FdI                |
| Économie et Finances                                                                      | Sans affectation                           |                      | Giancarlo Giorgetti                                                                          | Lega      | Lucia Albano                                              | FdI                |                                       |                    |
| Économie et Finances                                                                      | Sans affectation                           |                      | Giancarlo Giorgetti                                                                          | Lega      | Federico Freni                                            | Lega               |                                       |                    |
| Économie et Finances                                                                      | Sans affectation                           |                      | Giancarlo Giorgetti                                                                          | Lega      | Sandra Savino                                             | FI                 |                                       |                    |
| Entreprises et Made in Italy                                                              |                                            |                      | Adolfo Urso                                                                                  | FdI       | Vice-ministre                                             |                    | Valentino Valentini                   | FI                 |
| Entreprises et Made in Italy                                                              | Sans affectation                           |                      | Adolfo Urso                                                                                  | FdI       | Fausta Bergamotto                                         | Lega               |                                       |                    |
| Entreprises et Made in Italy                                                              | Sans affectation                           |                      | Adolfo Urso                                                                                  | FdI       | Massimo Bitonci                                           | Lega               |                                       |                    |
| Agriculture et Souveraineté alimentaire                                                   |                                            |                      | Francesco Lollobrigida                                                                       | FdI       | Sans affectation                                          |                    | Patrizio Giacomo La Pietra            | FdI                |
| Agriculture et Souveraineté alimentaire                                                   |                                            | Luigi D'Eramo        | Francesco Lollobrigida                                                                       | FdI       | Sans affectation                                          | Lega               |                                       |                    |
| Environnement et Sécurité énergétique                                                     |                                            |                      | Gilberto Pichetto Fratin                                                                     | FI        | Vice-ministre                                             |                    | Vannia Gava                           | Lega               |
| Environnement et Sécurité énergétique                                                     | Sans affectation                           |                      | Gilberto Pichetto Fratin                                                                     | FI        | Claudio Barbaro                                           | FI                 |                                       |                    |
| Travail et Politiques sociales                                                            |                                            |                      | Marina Elvira Calderone                                                                      | Sans      | Vice-ministre                                             |                    | Maria Teresa Bellucci                 | FdI                |
| Travail et Politiques sociales                                                            | Sans affectation                           |                      | Marina Elvira Calderone                                                                      | Sans      | Claudio Durigon                                           | Lega               |                                       |                    |
| Éducation et Mérite                                                                       |                                            |                      | Giuseppe Valditara                                                                           | Lega      | Sans affectation                                          |                    | Paola Frassinetti                     | FdI                |
| Enseignement supérieur et Recherche                                                       |                                            |                      | Anna Maria Bernini                                                                           | FI        | Sans affectation                                          |                    | Augusta Montaruli                     | FdI                |
| Culture                                                                                   |                                            |                      | Gennaro Sangiuliano (démissionnaire le 06/09/2024) Alessandro Giuli (à partir du 06/09/2024) | Sans      | Sans affectation                                          |                    | Vittorio Sgarbi (démis le 13/02/2024) | Rinasc.            |
| Culture                                                                                   |                                            | Lucia Borgonzoni     | Gennaro Sangiuliano (démissionnaire le 06/09/2024) Alessandro Giuli (à partir du 06/09/2024) | Sans      | Sans affectation                                          | Lega               |                                       |                    |
| Culture                                                                                   |                                            | Gianmarco Mazzi      | Gennaro Sangiuliano (démissionnaire le 06/09/2024) Alessandro Giuli (à partir du 06/09/2024) | Sans      | Sans affectation                                          | FdI                |                                       |                    |
| Santé                                                                                     |                                            |                      | Orazio Schillaci                                                                             | Sans      | Sans affectation                                          |                    | Marcello Gemmato                      | FdI                |
| Tourisme                                                                                  |                                            |                      | Daniela Santanchè                                                                            | FdI       | Pas de titulaire                                          | Pas de titulaire   | Pas de titulaire                      | Pas de titulaire   |